# باول جاي فيشمان
باول جاي فيشمان (بالإنجليزية: Paul J. Fishman)‏ هو محامي أمريكي، ولد في 26 فبراير 1957 في نيويورك في الولايات المتحدة.